# J.Lo (album)
J.Lo je drugi studijski album američke pjevačice Jennifer Lopez objavljen 23. siječnja 2001. u izdanju Epic Recordsa.

## O albumu
Album je debitirao na prvom mjestu američke top liste albuma. U istom je tjednu i film Vjenčanje iz vedra neba, u kojem je ona glavna glumica, zasjeo na prvo mjesto filmova u SAD-u. Lopez je postala prva pjevačica i glumica kojoj je to uspjelo. U prvom tjednu prodaje album je prodan u oko 300.000 primjeraka. Nakon velikog uspjeha singla "Love Don't Cost a Thing" i nešto manjeg uspjeha drugog singla "Play", Lopezin tim udružio se s reperom Ja Ruleom koji je kreirao Murder remikseve pjesmama "Ain't It Funny" i "I'm Real" koji su dospjeli na broj 1 američke top liste singlova. 24. srpnja 2001. Lopez je odlučila reizdati album povodom svojeg 32. rođendana. Na reizdanju albuma kao bonus pjesma nalazi se "I'm Real (Murder remix)". Zbog korištenja vulgarizama kao što su "crnjo" "kuja" i "fuck", reizdanje je objavljeno s etiketom za roditeljski nadzor. Tijekom ankete provedene u kolovozu 2009., Lopezini obožavatelji su odabrali album J.Lo kao njihov omiljen.

## Popis pjesama
| Br. | Skladba                   | Trajanje |
| --- | ------------------------- | -------- |
| 1.  | »Love Don't Cost a Thing« | 3:42     |
| 2.  | »I'm Real«                | 4:57     |
| 3.  | »Play«                    | 3:32     |
| 4.  | »Walking on Sunshine«     | 3:46     |
| 5.  | »Ain't It Funny«          | 4:06     |
| 6.  | »Cariño«                  | 4:15     |
| 7.  | »Come Over«               | 4:53     |
| 8.  | »We Gotta Talk«           | 4:07     |
| 9.  | »That's Not Me«           | 4:33     |
| 10. | »Dance with Me«           | 3:54     |
| 11. | »Secretly«                | 4:25     |
| 12. | »I'm Gonna Be Alright«    | 3:44     |
| 13. | »That's the Way«          | 3:53     |
| 14. | »Dame«                    | 4:25     |
| 15. | »Si Ya Se Acabó«          | 3:37     |

| 16. | »Amor Se Paga con Amor«       | 3:44 |
| 17. | »Cariño«                      | 4:17 |
| 18. | »Que Ironia (Ain't It Funny)« | 4:07 |

| 16. | »I'm Waiting« | 3:11 |

| 16. | »I'm Real (Murder Remix ft. Ja Rule)« | 4:22 |

| 16. | »Pleasure Is Mine«                    | 4:19 |
| 17. | »I'm Waiting«                         | 3:11 |
| 18. | »I'm Real (Murder Remix ft. Ja Rule)« | 4:22 |

## Top liste
| Top liste (2001.)      | Pozicija |
| ---------------------- | -------- |
| Australija             | 2        |
| Austrija               | 3        |
| Belgija (Flandrija)    | 3        |
| Belgija (Valonija)     | 4        |
| Kanada                 | 1        |
| Danska                 | 15       |
| Nizozemska             | 4        |
| Finska                 | 6        |
| Francuska              | 6        |
| Njemačka               | 1        |
| Novi Zeland            | 3        |
| Irska                  | 18       |
| Italija                | 8        |
| Norveška               | 15       |
| Švedska                | 7        |
| Švicarska              | 1        |
| Ujedinjeno Kraljevstvo | 2        |
| SAD Billboard 200      | 1        |
| SAD R&B/Hip-Hop Albums | 1        |

## Singlovi
Love Don't Cost a Thing
Najavni singl za album bio je "Love Don't Cost a Thing". Singl se pokazao veoma uspješnim. U Ujedinjenom Kraljevstvu postao je njen prvi broj 1, a u ostalim državama je dospio u top 10. "Love Don't Cost a Thing" je postao njen prvi broj 1 singl i u Hrvatskoj.
Play
Drugi singl s albuma bio je "Play". Singl je bio relativno uspješan. U SAD-u je dospio na broj 18, dok je u većini ostalih država dospio u top 10. Singl je bio veliki dance hit i dospio je drugo mjesto američke top liste dance singlova. Najveći uspjeh postigao je u Hrvatskoj gdje je postao njen drugi broj 1 singl.
Ain't It Funny
"Ain't It Funny" prva je od dvije pjesme s albuma za koje su snimljeni Murder remiksevi. Originalna verzija pjesme objavljena je kao promotivni singl u Australiji i Europi. Objavljivanje singla u SAD nije bilo u planu, ali singl je ipak dobio nešto malo promocije. Originalna verzija pjesme nije dospjela na top listu singlova u SAD-u, a Murder Remix pjesme je postao njen treći broj 1 singl tamo.
I'm Real
"I'm Real" drugi je singl s albuma za koji je snimljen Murder remix. "I'm Real", baš kao i prijašnji singl "Ain't It Funny", dospio je na broj 1 američke top liste singlova. Singl se nalazi na reizdanju albuma J.Lo kao i na kompilaciji J to tha L-O!: The Remixes.

## Prodaja i certifikacije
| Država      | Certifikacija | Prodaja   |
| ----------- | ------------- | --------- |
| Argentina   | zlatna        | 20.000    |
| Austrija    | zlatna        | 20.000    |
| Australija  | 2× platinasta | 140.000   |
| Belgija     | platinasta    | 40.000    |
| Kanada      | 2× platinasta | 200.000   |
| Europa      | 2× platinasta | 2.000.000 |
| Finska      | zlatna        | 15.000    |
| Francuska   | zlatna        | 260.000   |
| Njemačka    | platinasta    | 200.000   |
| Meksiko     | zlatna        | 75.000    |
| Nizozemska  | platinasta    | 60.000    |
| Novi Zeland | 2× platinasta | 30.000    |
| Poljska     | zlatna        | 30.000    |
| Švedska     | zlatna        | 20.000    |
| Švicarska   | 2× platinasta | 80.000    |
| UK          | platinasta    | 300.000   |
| SAD         | 4× platinasta | 4.000.000 |
| Svijet      | —             | 8.000.000 |